# Comités populaires (Yémen)
Ne doit pas être confondu avec Résistance populaire (Yémen) ou Comité de résistance populaire.

Carte de la situation actuelle de la guerre civile du Yémen.
Territoire contrôlé par les loyalistes.
Territoire contrôlé par les Houthis.
Territoire contrôlé par les djihadistes d'AQPA et de l'EI au Yémen.
Territoire contrôlé par le Conseil de transition du Sud.

Les Comités populaire (arabe : اللجان الشعبية) sont un groupe armé actif lors de la guerre civile yéménite,. Ils font partie de la Résistance populaire.